# 重光葵
重光葵（日语：／ Shigemitsu Mamoru，1887年7月29日—1957年1月26日），日本在二战结束时的外務大臣，活躍於第一次世界大戰以後至第二次世界大戰及當時中日韓滿洲國政壇的外交領域，長達40年，幕後參與甚至主導許多日本侵略各國統治及外交政策制訂，最著名的莫過於在東北的謀略，成功找出溥儀，並利用其建立滿洲國，戰後他代表日本與盟军簽訂投降條約，並寫出。

## 經歷
1932年4月29日於上海虹口公園爆炸案中被炸至重傷，右脚被炸断導致終身跛行。此後出任過日本駐蘇聯大使、日本駐英國大使。重光葵反對日本發動二次大戰，希望日本與美國改善關係，因而使其被主戰派冷落，在珍珠港事件後被外派至汪精衛政權擔任大使。在東條内閣、小磯内閣時擔任外務大臣。1944年至1945年任大東亞大臣。在日本投降後的東久邇宮内閣時又再被任命為外務大臣。
重光葵與梅津美治郎一起簽署了1945年9月2日的日本投降書，本來他戰間因爲做不出什麼大事，盟軍也沒打算追究，但其後在蘇聯的堅持下，使他被远东国际军事法庭列为战犯，判处七年有期徒刑。1950年11月獲得假釋，并在第1－3次鳩山一郎内閣時再一次任職為外務大臣（1954年－1956年）。1957年（昭和32年）1月26日因狭心症死於神奈川縣的湯河原町。享壽69歲。

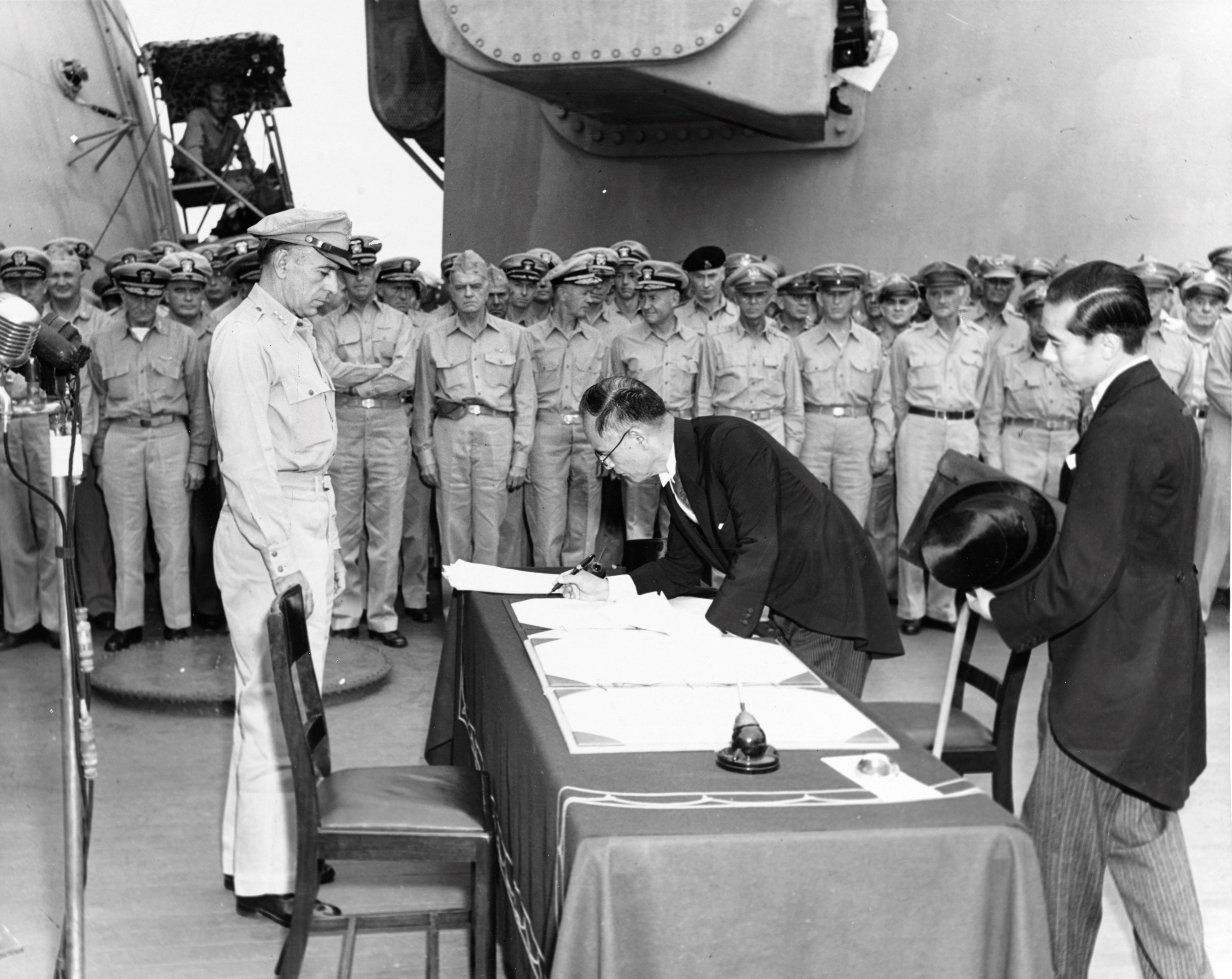
重光葵簽署投降書

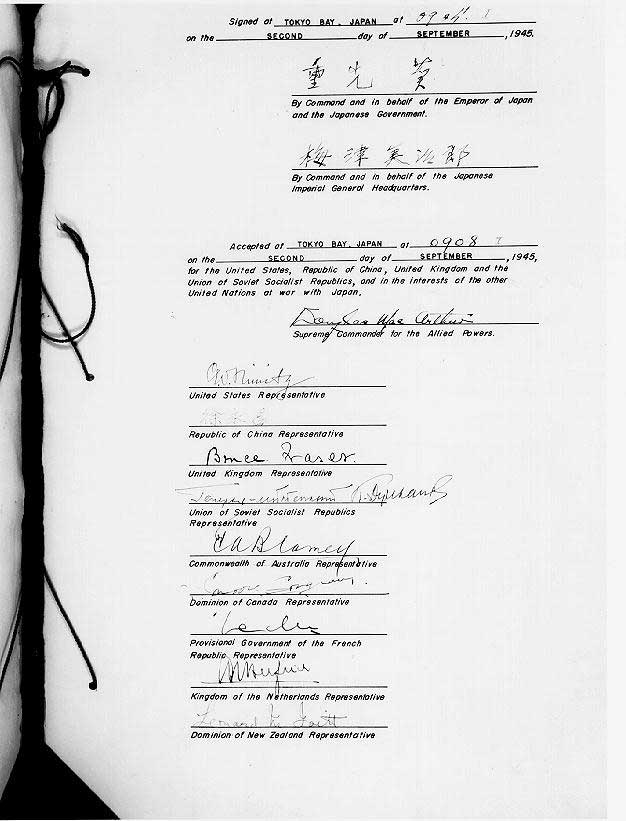
投降書上重光葵的签名

## 职位
- 日本駐中華民國大使（1931年－1932年）
- 外務副大臣（1933年－1936年）
- 驻蘇聯大使（1936年－1938年）
- 驻英國大使（1938年－1941年）
- 副總理（1954年－1956年）

## 著作
- ISBN 4122039185 ISBN 4122039193
- ISBN　482054246X
- ISBN 4120035492

### 評伝
- 渡邉（渡辺）行男 『重光葵 上海事変から国連加盟まで』（中央公論社〈中公新書〉、1996年）、ISBN 4-12-101318-2
- 岡崎久彦 『重光・東郷とその時代』（PHP研究所、2001年、Kindle版2016年／PHP文庫、2003年9月）、ISBN 4-569-66038-X
- 福冨健一 『重光葵 連合軍に最も恐れられた男』（講談社、2011年）、ISBN 4-06-217115-5

### 伝記小説
- 豊田穣 『孤高の外相 重光葵』（講談社、1990年）、ISBN 4-06-204611-3
- 阿部牧郎 『勇断の外相 重光葵』（新潮社、1997年）、ISBN 4-10-368805-X
- 植松三十里 『調印の階段』（PHP研究所 2012年8月／PHP文芸文庫 2015年7月）、ISBN 4-569-76418-5

### 研究書・論文
- 武田知己『重光葵と戦後政治』（吉川弘文館、2002年）、ISBN 4-642-03743-8。オンデマンド版2013年
- 牛村圭『「勝者の裁き」に向きあって――東京裁判をよみなおす』（筑摩書房〈ちくま新書〉、2004年）、ISBN 4-480-06162-2
- 浅野豊美『帝国日本の植民地法制――法域統合と帝国秩序』（名古屋大学出版会、2008年）、ISBN 4-815-80585-7
- 小泉憲和『重光葵と昭和の時代――旧制五高で学んだ外交官の足跡』（原書房〈明治百年史叢書〉、2010年）、ISBN 978-4562045594
- 臼井勝美『中国をめぐる近代日本の外交』（筑摩書房、1983年）。NDL 84006858、NCID BN00469022。
- 酒井哲哉『大正デモクラシー体制の崩壊――内政と外交』（東京大学出版会、1992年）。ISBN 4130360620
- 田中孝彦『日ソ国交回復の史的研究――戦後日ソ関係の起点 1945～1956』（有斐閣〈一橋大学法学部研究叢書〉、1993年）ISBN 4641199191
- 波多野澄雄『太平洋戦争とアジア外交』（東京大学出版会、1996年）。ISBN 4130301071
- 小池聖一『満州事変と対中国政策』（吉川弘文館、2003年）。ISBN 4642037608
- 田浦雅徳「重光葵――その世界構想」『彷書月刊（特集・昭和の外交官）』、1988年3月号 通巻第31号。ISSN 0911-7253
- 御厨貴「昭和20年代における『第二保守党』の軌跡――『芦田日記』『重光日記』にみる芦田・重光・三木」
近代日本研究会編『年報・近代日本研究（9）戦時経済』（山川出版社、1987年）。ISBN 4634613905

## 轶事
在远东国际军事法庭庭审南京大屠杀期间，尽管他与南京大屠杀无关，坐在被告席的重光葵把头埋在了双手里。:173